# Valencianas de Juncos 2017
Questa voce raccoglie le informazioni riguardanti le Valencianas de Juncos nella stagione 2017.

## Organigramma societario
Area direttiva
- Presidente: Samuel Concepción

Area tecnica
- Allenatore: David Alemán

## Rosa
| N° | Nome                    | Ruolo | Data di nascita   | Nazionalità sportiva |
| -- | ----------------------- | ----- | ----------------- | -------------------- |
| 1  | Xaimara Colón           | L     | 11 settembre 1988 | Porto Rico           |
| 2  | Koraima Rosario         | L     | -                 | Porto Rico           |
| 3  | Vilmarie Mojica         | P     | 13 agosto 1985    | Porto Rico           |
| 4  | Paige Tapp              | C     | 21 giugno 1995    | Stati Uniti          |
| 5  | Millianett Mojica       | S/O   | 11 dicembre 1983  | Porto Rico           |
| 6  | Yarimar Rosa            | S     | 20 giugno 1988    | Porto Rico           |
| 7  | Carelis Rojas           | P     | 27 febbraio 1994  | Porto Rico           |
| 8  | Ivonessa García         | C     | 11 dicembre 1985  | Porto Rico           |
| 9  | Tara Mueller            | S     | 31 luglio 1989    | Stati Uniti          |
| 10 | Karla Ramos             | L     | -                 | Porto Rico           |
| 11 | Alexandra Rivera Vieira | S/O   | -                 | Porto Rico           |
| 12 | Jenselyn Morales        | C     | 7 giugno 1999     | Porto Rico           |
| 13 | Yajaira Acevedo         | S     | 19 dicembre 1995  | Porto Rico           |
| 14 | Michelle Strizak        | S     | 19 dicembre 1994  | Stati Uniti          |
| 16 | Jareliz Hernández       | S     | 25 giugno 1995    | Porto Rico           |
| 19 | Paulina Prieto          | O     | 25 gennaio 1994   | Porto Rico           |

## Mercato
| Acquisti | Acquisti               | Acquisti                | Acquisti   |
| R.       | Nome                   | da                      | Modalità   |
| -------- | ---------------------- | ----------------------- | ---------- |
| L        | Koraima Rosario        | ?                       | definitivo |
| C        | Paige Tapp             | Minnesota               | definitivo |
| S        | Yarimar Rosa           | Beşiktaş                | definitivo |
| P        | Carelis Rojas          | ?                       | definitivo |
| L        | Karla Ramos            | ?                       | definitivo |
| S/O      | Alexandra Rivera Viera | -                       | definitivo |
| S        | Michelle Strizak       | Illinois                | definitivo |
| S        | Jareliz Hernández      | Capitalinas de San Juan | definitivo |
| O        | Paulina Prieto         | Texas                   | definitivo |
| S        | Tara Mueller           | Changas de Naranjito    | definitivo |

| Cessioni | Cessioni          | Cessioni             | Cessioni   |
| R.       | Nome              | a                    | Modalità   |
| -------- | ----------------- | -------------------- | ---------- |
| P        | Sandraliz García  | Gigantes de Carolina | definitivo |
| S        | Elisabeth Andino  | Gigantes de Carolina | definitivo |
| C        | Hecters Rivera    | Leonas de Ponce      | definitivo |
| C        | Chalimar Bezares  | Changas de Naranjito | definitivo |
| S        | Michelle Strizak  | Pocari Sweat         | definitivo |
| S        | Jareliz Hernández | Changas de Naranjito | definitivo |

## Risultati

### LVSF

#### Regular season
| 1ª giornata - 25 gennaio 2017 Coliseo Guillermo Angulo, Carolina          | Gigantes de Carolina    | 1 - 3 | Valencianas de Juncos   | 22-25, 18-25, 25-18, 15-25        |
| 2ª giornata - 27 gennaio 2017 Coliseo Rafael Amalbert, Juncos             | Valencianas de Juncos   | 3 - 1 | Changas de Naranjito    | 25-19, 25-20, 20-25, 25-22        |
| 3ª giornata - 29 gennaio 2017 Coliseo Salvador Dijols, Ponce              | Leonas de Ponce         | 3 - 2 | Valencianas de Juncos   | 20-25, 29-27, 25-21, 17-25, 15-8  |
| 4ª giornata - 3 febbraio 2017 Coliseo Emilio Huyke, Humacao               | Orientales de Humacao   | 2 - 3 | Valencianas de Juncos   | 25-19, 17-25, 20-25, 25-22, 16-18 |
| 5ª giornata - 5 febbraio 2017 Coliseo Rafael Amalbert, Juncos             | Valencianas de Juncos   | 3 - 2 | Capitalinas de San Juan | 20-25, 29-27, 25-21, 17-25, 15-8  |
| 6ª giornata - 8 febbraio 2017 Coliseo Rafael Amalbert, Juncos             | Valencianas de Juncos   | 0 - 3 | Criollas de Caguas      | 13-25, 12-25, 19-25               |
| 7ª giornata - 10 febbraio 2017 Palacio de Recreación y Deportes, Mayagüez | Indias de Mayagüez      | 1 - 3 | Valencianas de Juncos   | 25-21, 26-28, 19-25, 17-25        |
| 8ª giornata - 16 febbraio 2017 Coliseo Rafael Amalbert, Juncos            | Valencianas de Juncos   | 3 - 0 | Polluelas de Aibonito   | 25-22, 25-23, 25-14               |
| 9ª giornata - 19 febbraio 2017 Coliseo Gelito Ortega, Naranjito           | Changas de Naranjito    | 1 - 3 | Valencianas de Juncos   | 21-25, 20-25, 25-19, 17-25        |
| 10ª giornata - 23 febbraio 2017 Coliseo José Marrón Aponte, Aibonito      | Polluelas de Aibonito   | 0 - 3 | Valencianas de Juncos   | 19-25, 22-25, 23-25               |
| 11ª giornata - 25 febbraio 2017 Coliseo Rafael Amalbert, Juncos           | Valencianas de Juncos   | 3 - 2 | Leonas de Ponce         | 27-25, 17-25, 25-16, 19-25, 15-11 |
| 12ª giornata - 1º marzo 2017 Coliseo Roberto Clemente, San Juan           | Capitalinas de San Juan | 0 - 3 | Valencianas de Juncos   | 25-27, 22-25, 20-25               |
| 13ª giornata - 3 marzo 2017 Coliseo Héctor Solá Bezares, Caguas           | Criollas de Caguas      | 3 - 0 | Valencianas de Juncos   | 26-24, 25-17, 25-22               |
| 14ª giornata - 5 marzo 2017 Coliseo Rafael Amalbert, Juncos               | Valencianas de Juncos   | 1 - 3 | Indias de Mayagüez      | 21-25, 23-25, 25-21, 18-25        |
| 15ª giornata - 8 marzo 2017 Coliseo Rafael Amalbert, Juncos               | Valencianas de Juncos   | 3 - 2 | Orientales de Humacao   | 25-17, 23-25, 25-15, 19-25, 15-9  |
| 16ª giornata - 11 marzo 2017 Coliseo Rafael Amalbert, Juncos              | Valencianas de Juncos   | 2 - 3 | Gigantes de Carolina    | 25-19, 20-25, 25-22, 17-25, 9-15  |
| 17ª giornata - 17 marzo 2017 Coliseo Héctor Solá Bezares, Caguas          | Criollas de Caguas      | 3 - 0 | Valencianas de Juncos   | 25-16, 25-22, 29-27               |
| 18ª giornata - 19 marzo 2017 Coliseo Rafael Amalbert, Juncos              | Valencianas de Juncos   | 3 - 1 | Leonas de Ponce         | 25-20, 18-25, 25-14, 25-22        |
| 19ª giornata - 23 marzo 2017 Coliseo Rafael Amalbert, Juncos              | Valencianas de Juncos   | 3 - 1 | Polluelas de Aibonito   | 25-17, 20-25, 25-18, 28-26        |
| 20ª giornata - 26 marzo 2017 Coliseo Rafael Amalbert, Juncos              | Valencianas de Juncos   | 3 - 1 | Indias de Mayagüez      | 25-9, 25-23, 23-25, 25-19         |
| 21ª giornata - 29 marzo 2017 Coliseo Gelito Ortega, Naranjito             | Changas de Naranjito    | 0 - 3 | Valencianas de Juncos   | 24-26, 15-25, 26-28               |
| 22ª giornata - 31 marzo 2017 Coliseo Guillermo Angulo, Carolina           | Gigantes de Carolina    | 0 - 3 | Valencianas de Juncos   | 18-25, 23-25, 21-25               |
| 23ª giornata - 3 aprile 2017 Coliseo Roberto Clemente, San Juan           | Capitalinas de San Juan | 1 - 3 | Valencianas de Juncos   | 25-22, 16-25, 23-25, 21-25        |
| 24ª giornata - 6 aprile 2017 Coliseo Rafael Amalbert, Juncos              | Valencianas de Juncos   | 3 - 0 | Orientales de Humacao   | 25-18, 25-17, 25-13               |

#### Play-off
| Quarti di finale (gara 1) - 11 aprile 2017 Coliseo Rafael Amalbert, Juncos      | Valencianas de Juncos | 3 - 0 | Gigantes de Carolina  | 25-14, 25-15, 25-19               |
| Quarti di finale (gara 3) - 15 aprile 2017 Coliseo Héctor Solá Bezares, Caguas  | Criollas de Caguas    | 3 - 2 | Valencianas de Juncos | 19-25, 25-18, 26-24, 23-25, 15-11 |
| Quarti di finale (gara 4) - 17 aprile 2017 Coliseo Guillermo Angulo, Carolina   | Gigantes de Carolina  | 1 - 3 | Valencianas de Juncos | 25-21, 24-26, 16-25, 13-25        |
| Quarti di finale (gara 5) - 19 aprile 2017 Coliseo Rafael Amalbert, Juncos      | Valencianas de Juncos | 0 - 3 | Criollas de Caguas    | 17-25, 18-25, 13-25               |
| Semifinali (gara 1) - 27 aprile 2017 Coliseo Rafael Amalbert, Juncos            | Valencianas de Juncos | 1 - 3 | Indias de Mayagüez    | 25-19, 25-18, 25-17, 25-19        |
| Semifinali (gara 2) - 29 aprile 2017 Palacio de Recreación y Deportes, Mayagüez | Indias de Mayagüez    | 2 - 3 | Valencianas de Juncos | 18-25, 21-25, 25-18, 25-21, 11-15 |
| Semifinali (gara 3) - 1º maggio 2017 Coliseo Rafael Amalbert, Juncos            | Valencianas de Juncos | 3 - 0 | Indias de Mayagüez    | 25-23, 25-23, 25-16               |
| Semifinali (gara 4) - 3 maggio 2017 Palacio de Recreación y Deportes, Mayagüez  | Indias de Mayagüez    | 3 - 2 | Valencianas de Juncos | 25-19, 25-23, 18-25, 19-25, 16-14 |
| Semifinali (gara 5) - 5 maggio 2017 Coliseo Rafael Amalbert, Juncos             | Valencianas de Juncos | 3 - 1 | Indias de Mayagüez    | 23-25, 25-23, 26-24, 25-20        |
| Semifinali (gara 6) - 7 maggio 2017 Palacio de Recreación y Deportes, Mayagüez  | Indias de Mayagüez    | 2 - 3 | Valencianas de Juncos | 20-25, 29-31, 28-26, 25-23, 10-15 |
| Finale (gara 1) - 9 maggio 2017 Coliseo Héctor Solá Bezares, Caguas             | Criollas de Caguas    | 3 - 1 | Valencianas de Juncos | 25-16, 24-26, 25-21, 25-19        |
| Finale (gara 2) - 11 maggio 2017 Coliseo Rafael Amalbert, Juncos                | Valencianas de Juncos | 1 - 3 | Criollas de Caguas    | 20-25, 25-20, 15-25, 16-25        |
| Finale (gara 3) - 13 maggio 2017 Coliseo Héctor Solá Bezares, Caguas            | Criollas de Caguas    | 3 - 0 | Valencianas de Juncos | 25-15, 25-13, 25-15               |
| Finale (gara 4) - 15 maggio 2017 Coliseo Héctor Solá Bezares, Caguas            | Criollas de Caguas    | 3 - 0 | Valencianas de Juncos | 25-11, 25-15, 25-16               |

## Statistiche

### Statistiche di squadra
| Competizione | Punti | In casa | In casa | In casa | In trasferta | In trasferta | In trasferta | Totale | Totale | Totale |
| Competizione | Punti | G       | V       | P       | G            | V            | P            | G      | V      | P      |
| ------------ | ----- | ------- | ------- | ------- | ------------ | ------------ | ------------ | ------ | ------ | ------ |
| LVSF         | 55    | 18      | 12      | 6       | 20           | 12           | 8            | 38     | 24     | 14     |
| Totale       | -     | 18      | 12      | 6       | 20           | 12           | 8            | 38     | 24     | 14     |

G = partite giocate; V = partite vinte; P = partite perse